# 구라마급 순양전함
구라마급 순양전함(鞍馬型巡洋戦艦) 또는 이부키급(伊吹型)은 일본 제국 해군의 순양전함이다. 순양전함이 1912년 이전에는 분류로 존재하지 않았고, 처음에는 일등순양함(장갑순양함)이었다.

## 개요
구라마급은 쓰쿠바급의 개량형으로 준드레드노트 ‘가토리급’에 필적하는 포 위력(주포는 동일, 중간 포의 구경은 작지만 문 수는 2배)을 가진 고속함, 주력함으로 ‘구라마’와 ‘이부키’ 두 척이 건조되었다.
이 두 척은 성능을 비교하기 위해 외관 사양을 달리 했다. 구라마는 최후의 왕복 엔진을 탑재한 주력함인 반면, 당시 최첨단의 삼각식의 전후 돛을 채용한 군함이 되었다.
한편, 이부키는 먼저 건조된 전함 ‘아키’의 터빈 시험함으로서 커티스식 직결 터빈을 탑재하는 것이 결정되었고, 이 때문에 건조가 급해졌다. 그래서 돛대도 기존 함과 같이 단각식 돛을 달아서 외관도 달랐다. 이런 이유로 ‘구라마’보다 계획 순서 · 기공 순서는 나중에 예정되어 있었지만, 진수와 취역은 ‘이부키’가 먼저 했기 때문에 어떤 책에서는 ‘이부키형’으로 소개되고 있다.